# آرچیل تالاکوادزه
آرچیل تالاکوادزه (گرجی: არჩილ თალაკვაძე، زاده ۱۶ ژانویه ۱۹۸۳) یک سیاستمدار اهل گرجستان است که از ۲۵ ژوئن ۲۰۱۹ ریاست مجلس گرجستان را به عهده دارد. وی پیش از آن از سال ۲۰۱۶ تا ۲۰۱۹ رهبر اکثریت مجلس گرجستان (حزب دموکراتیک رؤیای گرجستان) بود.

## زندگی و تحصیلات
وی در شهر ازورگتی متولد شد و تحصیلات اولیه خود را در مدارس همان شهر به پایان رساند. درسال ۲۰۰۶ از دانشگاه پزشکی دولتی تفلیس در رشته مدیریت و سلامت عمومی فارغ‌التحصیل شد. پس از آن در انستیتوی امور عمومی گرجستان ادامه تحصیل داد.